# Во имя отца
«Во имя отца» (англ. In the Name of the Father) — британо-ирландская биографическая детективная драма режиссёра Джима Шеридана, основанная на реальных событиях. Картина вызвала большой общественный резонанс и получила множество наград и номинаций на кинофестивалях. Главную роль исполняет постоянный актёр Шеридана Дэниел Дэй-Льюис, выдвинутый за своё актёрское исполнение на получение наград «Оскар» и BAFTA в категории «Лучший актёр», а также номинированный на премию «Золотой глобус» в категории «Лучший актёр в драматической картине».
Картина была удостоена главного приза Берлинского кинофестиваля, а также двух номинаций на премию BAFTA, четырёх номинаций на премию «Золотой глобус» и семи номинаций на премию «Оскар», включая категорию «Лучший фильм года».

## Сюжет
Фильм основан на реальных событиях, это экранизация истории людей, обвинённых во взрывах в барах города Гилфорда 5 октября 1974 года, также известных как «Гилфордская четвёрка и Магуайрская семёрка». В организации терактов, а также в убийстве британского солдата Брайана Шоу, были несправедливо обвинены четверо ирландцев, случайно оказавшихся на месте преступления. Все они были приговорены британским судом к длительному тюремному заключению. Среди осуждённых отец и сын — главный герой Джерри Конлон (Дэниел Дэй-Льюис), по книге которого и был снят фильм. Вместе с отцом Джерри оказывается в тюрьме и подвергается унижениям и даже физическим пыткам. Им предстоит провести в одной камере пятнадцать лет.

## В ролях
- Дэниел Дэй-Льюис — Джерри Конлон[англ.]
- Пит Постлетуэйт — Джузеппе Конлон
- Корин Редгрейв — инспектор Роберт Диксон
- Дон Бейкер — Джо МакЭндрю
- Джон Линч — Пол Хилл
- Эмма Томпсон — Гарет Пирс
- Фрэнк Харпер — Ронни Смоллс
- Элисон Кросби — девушка из паба
- Марк Шеппард — Пэдди Армстронг

## Награды и номинации
- 1994 — 7 номинаций на премию «Оскар»: лучший фильм (Джим Шеридан), лучший режиссёр (Джим Шеридан), лучшая мужская роль (Дэниел Дэй-Льюис), лучшая мужская роль второго плана (Пит Постлетуэйт), лучшая женская роль второго плана (Эмма Томпсон), лучший адаптированный сценарий (Терри Джордж, Джим Шеридан), лучший монтаж (Джерри Хэмблинг)
- 1994 — 4 номинации на премию «Золотой глобус»: лучший фильм — драма, лучшая мужская роль — драма (Дэниел Дэй-Льюис), лучшая женская роль второго плана (Эмма Томпсон), лучшая песня («Thief of Your Heart»)
- 1994 — 2 номинации на премию BAFTA: лучшая мужская роль (Дэниел Дэй-Льюис), лучший адаптированный сценарий (Терри Джордж, Джим Шеридан)
- 1994 — номинация на премию Гильдии сценаристов США за лучший адаптированный сценарий (Терри Джордж, Джим Шеридан)
- 1994 — приз «Золотой медведь» Берлинского кинофестиля
- 1994 — премия «Давид ди Донателло» за лучший иностранный фильм (Джим Шеридан)
- 1993 — попадание в десятку лучших фильмов года по версии Национального совета кинокритиков США